# Grónská zemská rada
Grónská zemská rada (grónsky Kalaallit Nunaanni Inatsisartut, dánsky Grønlands Landsråd, anglicky Greenland Provincial Council) byl parlamentem koloniálních území Severní Grónsko a Jižní Grónsko v letech 1911 až 1950, stejně jako kolonie Grónsko v letech 1951 až 1952 a amtu Grónska v letech 1953 až 1979. Rada severního Grónska sídlila v Qeqertarsuaqu a Rada jižního Grónska v dnešním hlavním městě Nuuk. Roku 1979 byla nahrazena Grónským parlamentem.

## Historie

### Správa před rokem 1951
Roku 1782 bylo Grónsko rozděleno na Severní inspektorát a Jižní inspektorát na základě rozhodnutí královské grónské obchodní společnosti. Každý region řídil královský inspektor (guvernér) ve spolupráci s místní radou. V obou částech existovaly správní rady, které pomáhaly hlavně nejchudším obyvatelům ostrova. Ty byly voleny nepřímo z menších rad. Od roku 1848 do roku 1908 správu ostrova zajišťoval nástupce královské obchodní společnosti, společnost Greenland Trade, jenž spadal pod ministerstvo vnitra. Církev a školství spadalo pod ministerstvo kultury. I přesto byla většina zákonů schvalována stále v Kodani.

### Po roce 1951
Po změnách v grónské ekonomice vyvolaných změnou klimatu a americkou okupací ostrova během druhé světové války vláda Dánska nařídila komisi, aby prozkoumala politiku a správu nad ostrovem. Hlavními obavami Grónska bylo:
1. Ukončení zákazu vstupu na ostrov, který vedl k izolaci tamních amerických základen od místního obyvatelstva
2. Ukončení vládních monopolů nad obchodem s ostrovem, které držela Královská grónská obchodní společnost
3. Ukončení samostatných systémů právních předpisů týkajících se Dánů a Inuitů.

Volit mohli muži a ženy starší 23 let, kteří na ostrově pobývali minimálně šest měsíců. První zemská rada byla zvolena 29. června 1951 díky vzniku nové dánské ústavy. Volit nemohly akorát města Upernavik (kvůli kalamitě sněhu) a Nanortalik (kvůli epidemii spalniček na ostrově). Rada začala své první období 25. září 1951. Během prvních voleb neexistovaly žádné strany. Voleb se zúčastnilo cca 6 400 z 8 750 právoplatných voličů.
Po nástupu Markéty II. na dánský trůn byly roku 1979 dánské provincie prohlášeny za samosprávy a vznikl Grónský parlament.

## Složení zemské rady
- Seznam členů první Grónské zemské rady
- Seznam členů druhé Grónské zemské rady
- Seznam členů třetí Grónské zemské rady
- Seznam členů čtvrté Grónské zemské rady
- Seznam členů páté Grónské zemské rady
- Seznam členů šesté Grónské zemské rady
- Seznam členů sedmé Grónské zemské rady
- Seznam členů osmé Grónské zemské rady
- Seznam členů deváté Grónské zemské rady
- Seznam členů desáté Grónské zemské rady
- Seznam členů jedenácté Grónské zemské rady
- Seznam členů dvanácté Grónské zemské rady
- Seznam členů třinácté Grónské zemské rady
- Seznam členů čtrnácté Grónské zemské rady